# Iván Romeo
Iván Romeo Abad (ur. 16 sierpnia 2003 w Valladolid) – hiszpański kolarz szosowy.

## Osiągnięcia
Opracowano na podstawie:

2021
- 1. miejsce w mistrzostwach Hiszpanii juniorów (jazda indywidualna na czas)
- 1. miejsce w mistrzostwach Hiszpanii juniorów (start wspólny)

2022
- 1. miejsce w klasyfikacji młodzieżowej International Tour of Rhodes

2023
- 4. miejsce w mistrzostwach Europy do lat 23 (jazda indywidualna na czas)
- 2. miejsce w mistrzostwach Europy do lat 23 (start wspólny)

2024
- 1. miejsce w mistrzostwach świata do lat 23 (jazda indywidualna na czas)

2025
- 1. miejsce na 3. etapie Volta a la Comunitat Valenciana
- 4. miejsce w UAE Tour
  - 1. miejsce w klasyfikacji młodzieżowej
- 1. miejsce na 3. etapie Critérium du Dauphiné
- 4. miejsce w mistrzostwach Hiszpanii (jazda indywidualna na czas)
- 1. miejsce w mistrzostwach Hiszpanii (start wspólny)

## Rankingi
| Rok             | 2022  |
| --------------- | ----- |
| World Ranking   | 1438. |
| UCI Europe Tour | 977.  |
|                 |       |
| Źródło: UCI     |       |